# Pruno
Pruno es una comuna  y población de Francia, en la región de Córcega, departamento de Alta Córcega.
Su población en el censo de 1999 era de 182 habitantes.

## Demografía
| 230 | 245 | 157 | 145 | 129 | 182 |
| Para los censos de 1962 a 1999 la población legal corresponde a la población sin duplicidades (Fuente: INSEE [Consultar]) |     |     |     |     |     |

- Datos: Q265137
- Multimedia: Pruno / Q265137

1. ↑  Worldpostalcodes.org, código postal n.º 20213.
2. ↑  INSEE, Datos de población para el año 2012 de Pruno (en francés).